# Berezina
De Berezina (Wit-Russisch: Бярэзіна; Bjarezina, Russisch: Березина) is een rivier in Wit-Rusland en een zijrivier van de Dnjepr. Niet te verwarren met de kortere gelijknamige Berezina die ongeveer 200 km stroomopwaarts, nabij Smolensk, ook in de Dnjepr uitmondt.
De rivier ontspringt op de Wit-Russische Rug bij de stad Lepel en heeft een lengte van 613 km. Het stroomgebied heeft een oppervlak van 24.500 km², het debiet nabij de monding bedraagt 145 m³/s gemiddeld over het jaar. De monding in de Dnjepr ligt ongeveer 50 km noordwest van de stad Homel.
Aan de rivier liggen de steden Babroejsk, Barysaw en Svetlahorsk. De belangrijkste zijrivier is de Svislatsj, waaraan de stad Minsk ligt.

## Geschiedenis
Karel XII van Zweden stak tijdens de Grote Noordse Oorlog tegen tsaar Peter de Grote met zijn leger op 25 juni 1708 de rivier over. De rivier is vooral bekend van de Slag uit 1812 toen het leger van Napoleon in de terugtocht uit Rusland de rivier overstak en daar zware verliezen leed. In het Frans is Bérézina sindsdien synoniem voor een zware afgang of hevig verlies.
Tijdens de Tweede Wereldoorlog werd het dorp Ala aan de Berezina door Duitse soldaten overvallen en platgebrand. Tijdens het zomeroffensief van de Sovjets in 1944 werd het Duitse 4e Leger na het oversteken van de rivier in een omsingeling vernietigd.

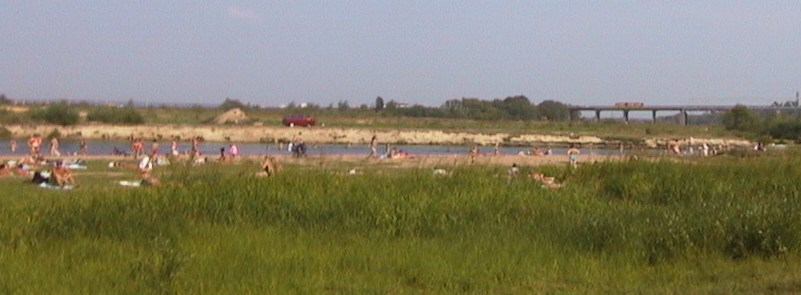
badgasten aan de Berezina
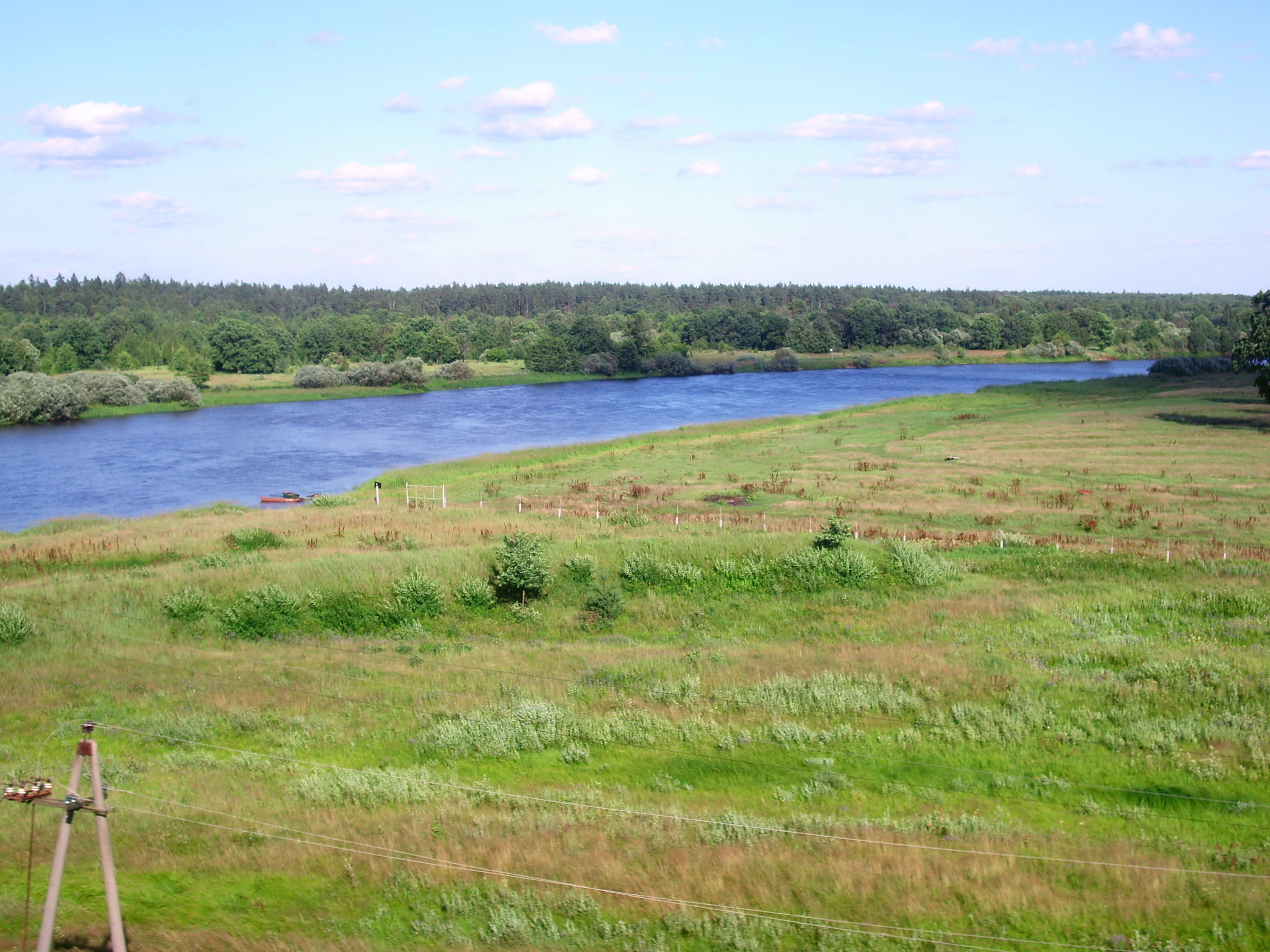
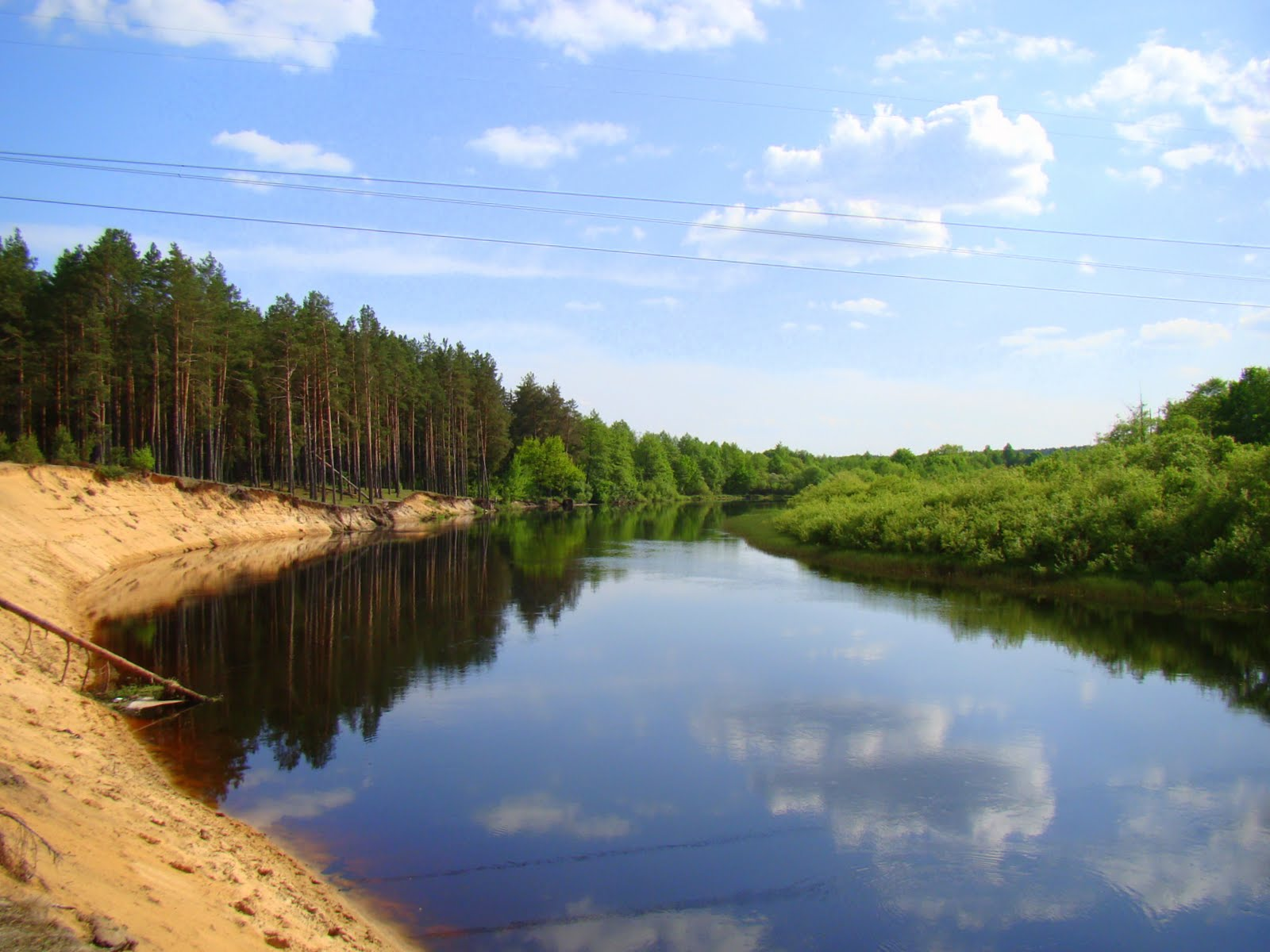